# Луїджі Ванвітеллі
 Луїджі Ванвітеллі  (італ. Luigi Vanvitelli; 26 травня 1700 — 1 березня 1773) — відомий італійський архітекор доби пізнього бароко та перехідного етапу до класицизму. Автор та будівничий велетенського палацу в передмісті Неаполя — Казерта для неаполітанських Бурбонів.

## Біографія

### Батько художник
Батько відомого архітектора був художник-голландець. Він перебрався в Італію близько 1675 р., де мав успіх як художник міських краєвидів. Жанр ведута мав попит і Гаспаре Ванвітеллі назавжди залишився в Італії, змінивши ім'я Гаспар ван Вітел на Гаспаре Ванвітеллі. Син народився в Італії.

### Художнє навчання
Художнє навчання майбутній архітектор отримав в майстерні Нікколо Сальві (це автор широко відомого фонтану Треві в місті Рим). Луїджі допомагав Нікколо Сальві в добудовах палаццо Кіджі (архітектор Лоренцо Берніні) та в створенні коштовної каплиці для церкви Св. Роха для міста Лісабон.

### Твори архітектора

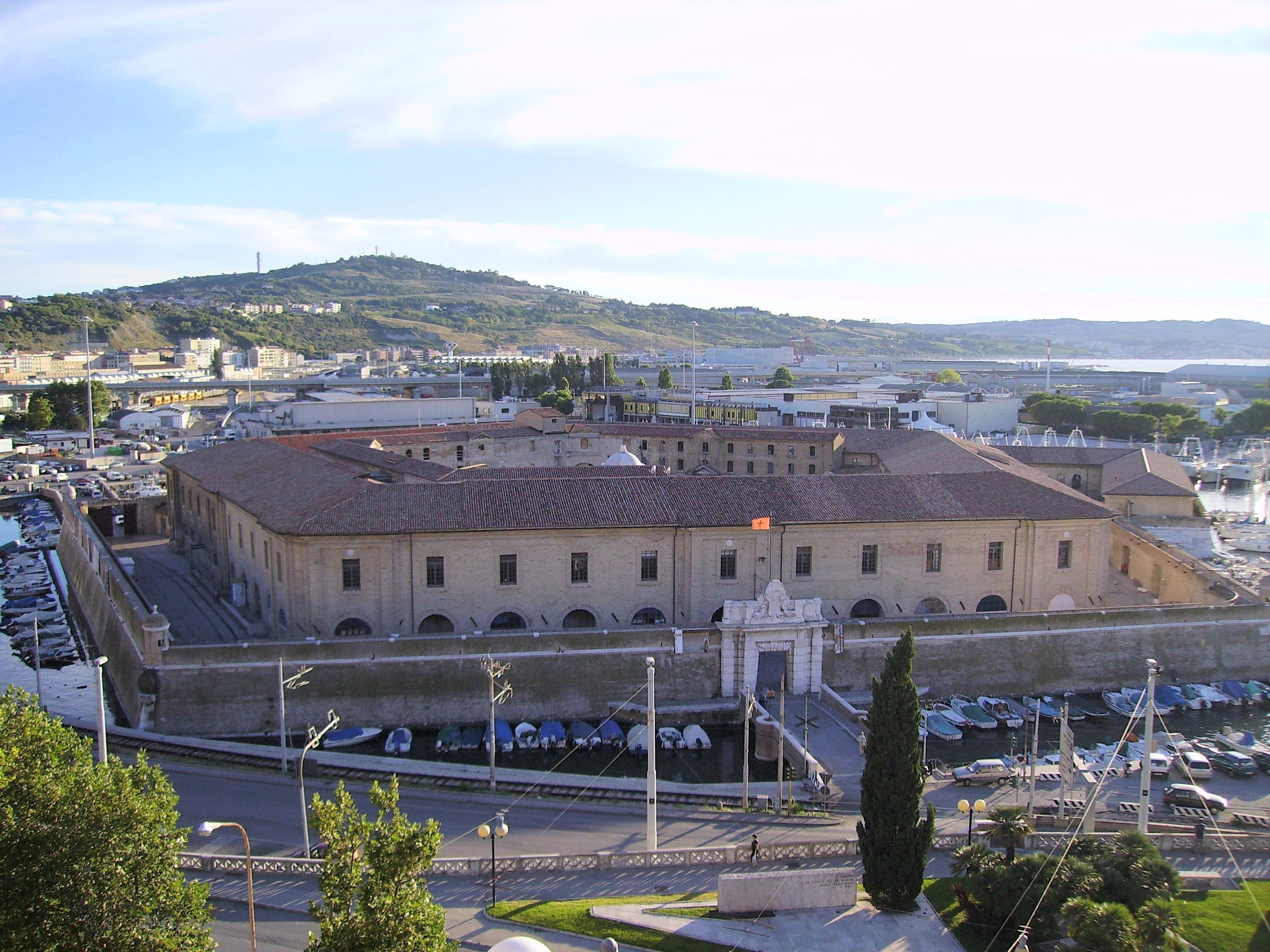
Шпиталь в місті Анкона.

Серед перших самостійних творів Луїджі Ванвітеллі — палаццо Полі, що розташоване поряд з палаццо Треві в Римі. Працював також в італійських містах — Анкона, Брешія, Мілан, Неаполь.

### Палац Казерта

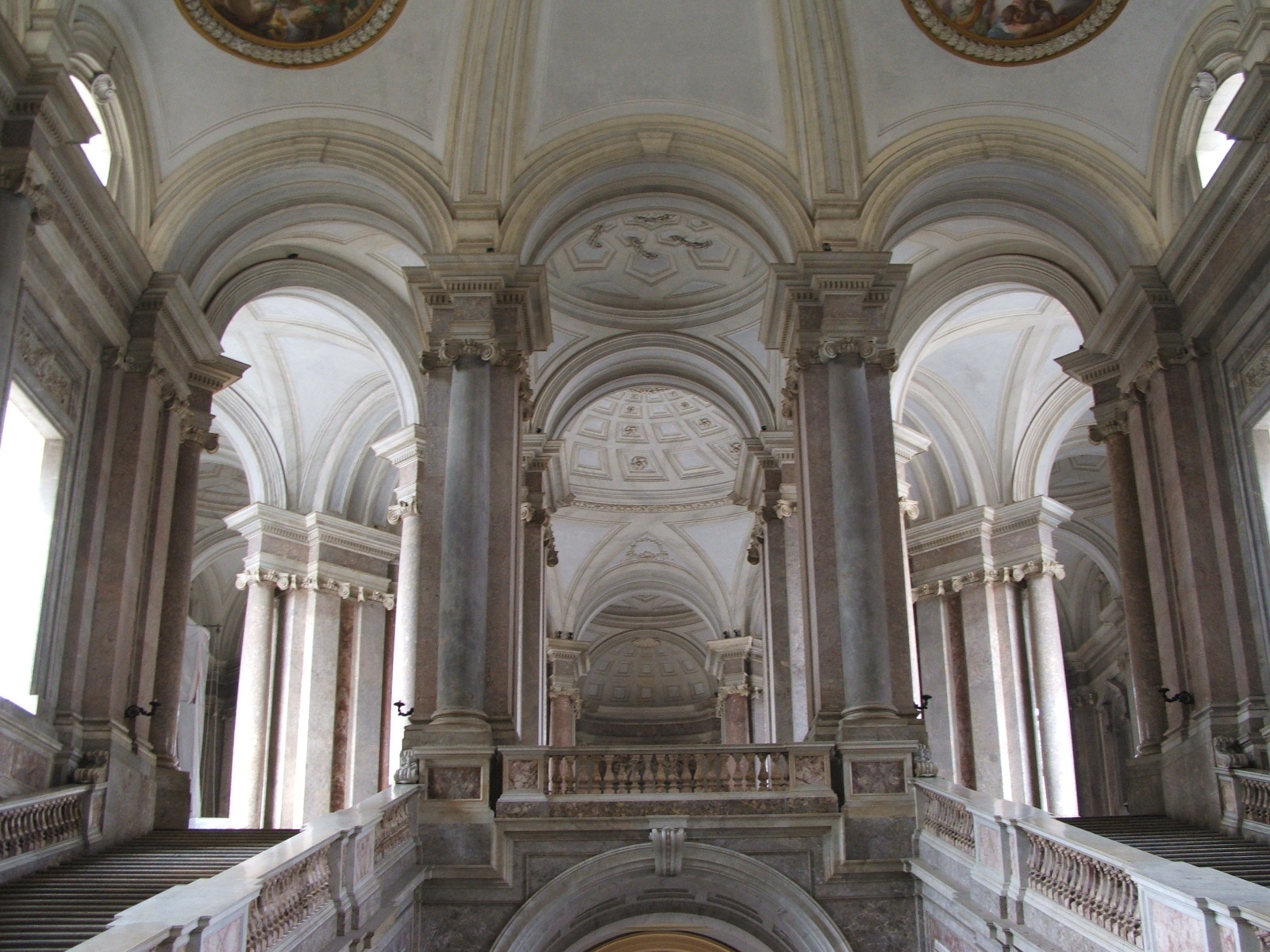
Парадні сходи палацу в Казерті

Немолодого архітектора помітив неаполітанський король Карло VII, що запросив того в Неаполь та доручив проєкт і будівництво заміської резиденції в передмісті Казерта.
Грандіозний проєкт, який розглядали як «суперника» палацового комплексу Версаль, захопив архітектора і той працював над його створенням до власної смерті. Окрім велетенського палацу з чотирма внутрішніми дворами, архітектор спроєктував парк та акведук, що носить його ім'я.

## Власна родина
Був одружений. Мав сина, Карло Ванвітеллі, що теж став архітектором. Мав донку, Марія Сесіль Ванвітеллі стане дружиною італійського архітектора Франческо Сабатіні (1722—1797). Марія народить чотирьох дітей, чотирьох онуків Ліїджі Ванвітеллі, але житиме з чоловіком у Мадриді, де той був на службі у іспанського короля.

### Неповний перелік архітектурних творів Ванвітеллі
- Шпиталь в місті Анкона

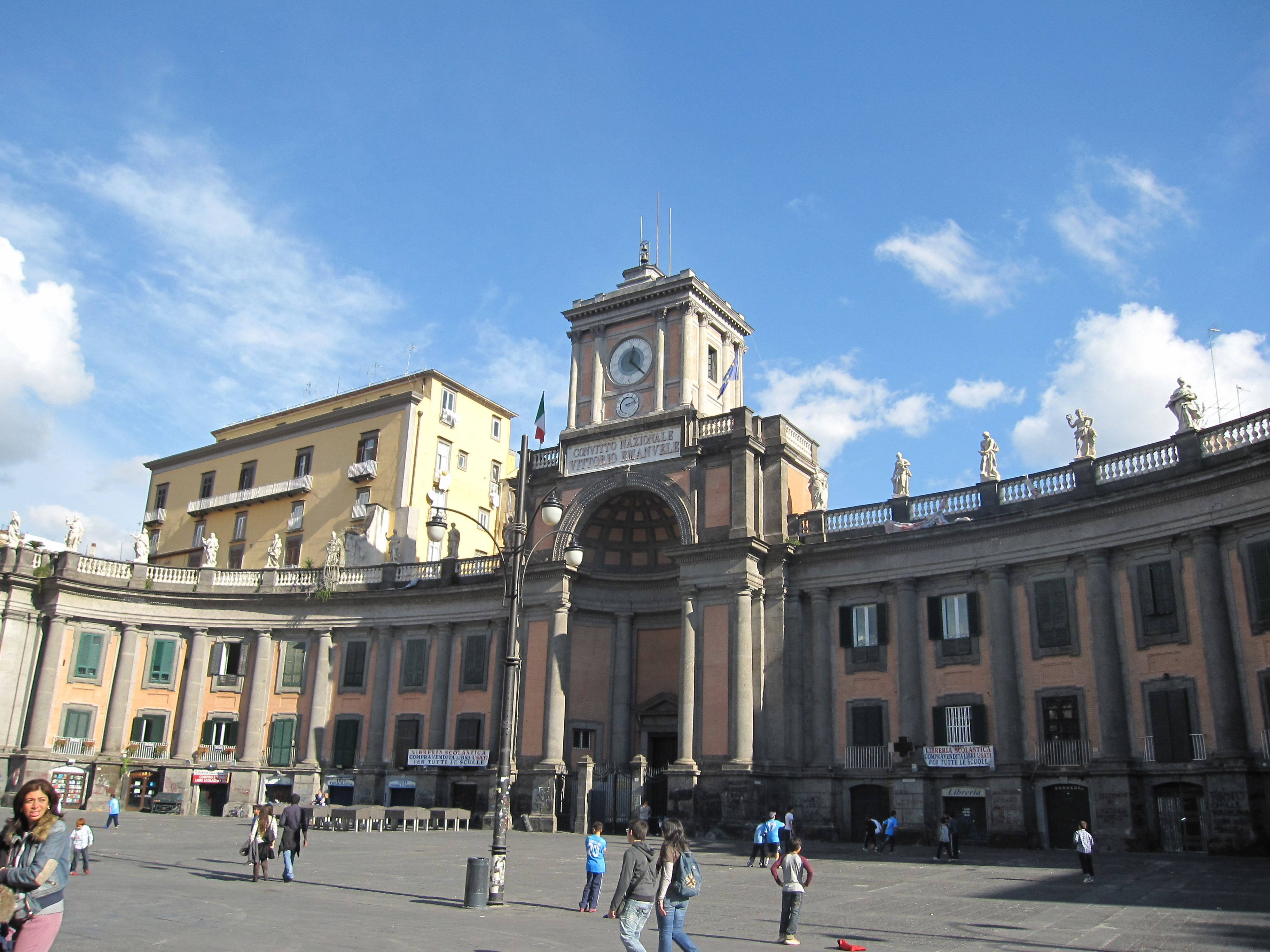
Форо Кароліно, Неаполь

- Базиліка делла Сантіссіма Анунціата Маджоре, Неаполь
- Новий мол (Моле Ванвітелліана) в Анконі
- Церква Сант Агостіно, Сієна
- Фасад палацу Одескалькі, Рим
- Лорето, перебудови базиліки
- Вілла Джуліа, поблизу Неаполя
- Палаццо Валлелонга, поблизу Неаполя
- Проєкт та побудова Форо Кароліно, Неаполь
- Палац Казерта, 40 км від Неаполя.

### Посмертна слава
- Архітектору Луїджі Ваевітеллі створили монумент у передмісті Неаполя — Казерта. Площа, де стоїть монумент, має ім'я Ванвітеллі
- Створений для водопостачання фонтанів Казерти акведук носить ім'я — акведук Ванвітелі.
- Ім'я Ванвітеллі має одна з станцій неаполітанського метро.
- Палацово-парковий ансамбль Казерта зараховано до Всесвітньої спадщини ЮНЕСКО.

## Джерела

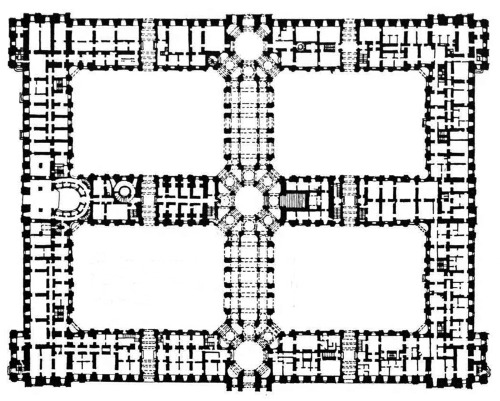
Палац Казерта, поземний план